# Daltonia stenoloma
Daltonia stenoloma är en bladmossart som beskrevs av Bescherelle 1880. Daltonia stenoloma ingår i släktet Daltonia och familjen Daltoniaceae. Inga underarter finns listade i Catalogue of Life.